# Борцово (Новосибірська область)
Борцово (рос. Борцово) — село у Тогучинському районі Новосибірської області Російської Федерації.
Входить до складу муніципального утворення Борцовська сільрада. Населення становить 776 осіб (2010).

## Історія
Згідно із законом від 2 червня 2004 року органом місцевого самоврядування є Борцовська сільрада.

## Населення
| 2002 | 2007 | 2010 |
| ---- | ---- | ---- |
| 847  | ↗941 | ↘776 |